# جيمي والر
جيمي والر (20 نوفمبر 1964 في الولايات المتحدة - ) (بالإنجليزية: Jamie Waller)‏ هو لاعب كرة سلة أمريكي في مركز هجوم خلفي. لعب مع بروكلين نتس وكواد سيتي ثندر.

## وصلات خارجية
- جيمي والر على موقع إن بي أي (الإنجليزية)
- جيمي والر على موقع سبورتس رفرنس (الإنجليزية)
- جيمي والر على موقع ريلجم (الإنجليزية)
- جيمي والر على موقع بروبوليرز (الإنجليزية)